# Massacre du bois d'Éraine
- Drôle de guerre
- Évacuation des civils de la ligne Maginot
- Mobilisation
- Offensive de la Sarre
- Baie de Heligoland
- Incident de Mechelen
- Plan Jaune
- Plan Dyle
- Luxembourg
- Ében-Émael
- Hannut

- Sedan
- Dinant
- Monthermé
- Givet
- La Horgne
- Gembloux
- Flavion
- Louvain
- Charleroi

- Stonne
- Montcornet
- La Sambre
- Arras

- L'Escaut
- Amiens
- La Lys
- Massacre de Vinkt
- Boulogne-sur-Mer
- Calais
- Poche de Lille
- Massacre du Paradis
- Abbeville
- Dunkerque
- Capitulation belge

- L'Aisne
- L'Ailette
- Opération Paula
- l’Exode
- Pont-de-l'Arche
- Opération Cycle
- Opération Ariel

- Les Alpes
- Vallon du Seuil
- Bombardement de Toulon
- Opération Vado
- La Loire
- Saumur
- La vallée du Rhône
- Bombardements de Marseille
- Menton (Pont-Saint-Louis)
- Combats aériens en Suisse
- Armistice du 22 juin

Le massacre du bois d'Éraine est un crime de guerre, commis le 11 juin 1940. Celui-ci a eu lieu sur le territoire de la commune de Cressonsacq (Oise) durant la bataille de France, au début de la Seconde Guerre mondiale, par des membres de la 15e compagnie du régiment Grossdeutschland.

## Contexte
En mai 1940, les armées françaises et britanniques sont encerclées à Dunkerque. La  4e division d'infanterie coloniale (4e DIC), stationnée en Alsace, reçoit l'ordre le 23 mai, de repousser les éléments allemands qui ont traversé la Somme. Elle y parvient, partiellement, causant de  lourdes pertes à l'ennemi.

Le 7 juin, elle reçoit l'ordre de couvrir le flanc gauche des armées françaises en retraite sur l'Oise. Elle parvient une nouvelle fois à contenir l'ennemi. Dans la soirée du 7 juin, la 4e DIC décroche sur Saint-Just-en-Chaussée, poursuivie par la 10e Panzerdivision dont fait partie le régiment Grossdeutschland.

### Massacre de soldats coloniaux du24eR.T.S.à Lieuvillers
Le 9 juin, 2 000 hommes de la 4e DIC et d'unités disparates provenant d'autres divisions se trouvent encerclés dans Angivillers. Afin de rejoindre les troupes françaises qui tiennent la rive gauche de l'Oise, une sortie est décidée.
L'artillerie, le génie et un bataillon du  24e R.T.S. parviennent à ouvrir une brèche dans l'encerclement et à reprendre Erquinvillers à l'ennemi. Celui-ci contre-attaque, s'empare à nouveau du village et massacre les tirailleurs africains capturés.
Entre combats et exécutions, 118 soldats de l'armée française trouvent la mort.
Plusieurs autres groupes de soldats coloniaux s'échappent de l'encerclement et se cachent dans les bois situés au sud-est, mais environ 300 hommes, la plupart blessés, restent à Angivillers et sous le commandement du lieutenant-colonel Fabre du 24e R.T.S. repoussent, le 10 juin, une attaque allemande avant de se rendre faute de munitions. Les prisonniers africains ont la vie sauve grâce à l'intervention du lieutenant-colonel Fabre.

### Massacre de soldats africains des16eR.T.S., du24eR.T.S.et de leurs officiers
Trois groupes de soldats, un du 16e R.T.S. et deux du 24e R.T.S., sont cachés dans le bois d'Éraine au nord de la ferme d'Éloges-les-Bois. Ils sont privés de ravitaillement d'eau et de nourriture et sans munitions.
Le 10 juin à 19 h, un des hommes ayant commis l’imprudence de se montrer pour se procurer de l’eau, les Allemands cernent le bois. Après un bref combat au cours duquel l'aspirant Méchet est abattu, les tirailleurs se rendent et sont emmenés à la ferme d'Éloges-les-Bois.
Le 11 juin 1940 au matin, le commandement allemand fait séparer les soldats africains des soldats métropolitains et emmener chacun des groupes dans des lieux différents, malgré les protestations des officiers. Le commandant du bataillon Henri Bouquet s’indigne et voit ses protestations traduites en allemand par le capitaine alsacien Jean Speckel, mais les gradés allemands rejettent vivement leurs arguments. Ces deux officiers et les six autres officiers de leur groupe (le capitaine Jacques Ris, les lieutenants Louis Roux, Étienne Erminy, Marcel Planchon, Jean Brocard  - de la CAB du 16e RTS - et le sous-lieutenant André Rotelle) sont alors emmenés en lisière nord du bois à 1 kilomètre de là à la lisière nord du bois d'Eraine pour être  exécutés d’une balle dans la nuque,. Ils sont ensuite enterrés dans une fosse commune par un tirailleur et un artilleur coloniaux, Aka Tano Ivoirien du 5e RTS et Faya Leno Guinéen du 2e RAC, dont les corps furent plus tard retrouvés à proximité des autres corps. Le nombre des tirailleurs, qui ne reçoivent pas de sépulture, est estimé à 64,.
Les hommes de troupe métropolitains sont emmenés dans des camions à Saint-Just-en-Chaussée en tant que prisonniers de guerre.

## Lieu de mémoire
Quelques semaines plus tard, un agriculteur ayant entendu parler d’un massacre, Valère Guizelin, se rend sur place et découvre les huit corps plus ceux de deux Africains, Aka Tano et Faya Leno sans doute chargés de creuser la fosse commune avant d’être exécutés à leur tour et d’y être enterrés. Les villageois de Cressonsacq les exhument et les enterrent dans le cimetière du village. Une cérémonie a lieu en 1947, puis le souvenir s'estompe pour plusieurs décennies. Les corps sont transférés à la nécropole nationale de Cambronne-lès-Ribécourt créée en 1950 pour regrouper les exhumés de l’Eure, de l’Oise, de la Seine-Maritime et de la Somme. Le neveu d’Aka Tano vient d'Afrique sur place pour retrouver la tombe de son parent. Assisté du maire de Cressonsacq, l'enseignant en retraite Jean-Jacques Potelle, le neveu retrouve le corps de son oncle à la nécropole. Le maire ravive alors le souvenir de ce crime de guerre.
À l'approche du 70e anniversaire des massacres, un regain de cette mémoire est organisé. En 1992 une stèle est érigée au bois d'Éraine à la mémoire des soldats exécutés à l’emplacement même de la fosse commune où les corps furent retrouvés. Le site est l'objet de cérémonies commémoratives, notamment le 12 juin 2010 par la Fédération nationale des anciens d’Outre-mer et anciens combattants des troupes de marine (FNAOM/ACTDM).